# Tayug
Tayug là một đô thị hạng 4 ở tỉnh Pangasinan, Philippines. Theo điều tra dân số năm 2007, đô thị này có dân số 37.954 người trong 7.479 hộ.

## Barangay
Tayug được chia thành 21 barangay.
| - Agno - Amistad - Barangobong - Carriedo - C. Lichauco - Evangelista - Guzon - Lawak - Legaspi - Libertad - Magallanes | - Panganiban - Barangay A (Pob.) - Barangay B (Pob.) - Barangay C (Pob.) - Barangay D (Pob.) - Saleng - Santo Domingo - Toketec - Trenchera - Zamora |